# 里氏胸棘鯛
里氏胸棘鯛輻鰭魚綱金眼鯛目燧鯛亞目燧鯛科的其中一種，分布於馬達加斯加北部海域，棲息深度480-500公尺，體長可達7.5公分，棲息在深水域，無經濟價值。

## 擴展閱讀
維基物種上的相關：里氏胸棘鯛